# Афаманцы
Афаманцы, афаманы, атаманы (др.-греч. Ἀθαμᾶνες) — древний народ, обитавший на юго-востоке Эпира и на западе Фессалии. Хотя Страбон и Гекатей Милетский рассматривали их как «варваров», сами афаманцы считали себя эллинами.
Мифы об Атаманте и Ино, существовавшие в ахейской Фтиотиде, позволяют предположить, что афаманцы поселились там до 1600 г. до н. э. Афаманцы были независимым полуварварским племенем, а в 395 и 355 гг. до н. э., по сообщениям Диодора Сицилийского заключали временные союзы с этолийцами. Среди царей афаманцев в исторических источниках упоминаются Аминандр и Феодор Афаманский.
Область, населённая афаманцами, называлась Афаманией (Αθαμανία). Столицей Афамании была Аргитея (Αργιθέα). Во времена Страбона афаманцы уже исчезли.